# Catedral São Miguel (Guanhães)
A Catedral de Guanhães é um templo católico localizado no centro da cidade de Guanhães. É sede da Diocese de Guanhães, cuja jurisdição abrange 30 municípios do Vale do Rio Doce, e templo oficial do Bispo, Dom Otacílio Ferreira de Lacerda, onde são realizados os principais e mais solenes eventos e celebrações da Igreja Católica da região.
A Diocese de Guanhães, com uma superfície de 15.047 km², está situada na região Leste de Minas Gerais e faz parte da Província Eclesiástica de Diamantina, no Regional Leste II da CNBB. Sua Sé Episcopal está na Igreja São Miguel Arcanjo, em Guanhães/MG.
A diocese foi criada em 24 de maio de 1985, pelo Papa João Paulo II, através da bula Recte Quidem, sendo instalada solenemente em 1º de maio de 1986 pelo Senhor Núncio Apostólico, Dom Carlo Furno, que deu posse ao primeiro bispo: Dom Antônio Felippe da Cunha, SDN, que apossou-se da Cátedra que está nessa igreja, que em 1º de maio de 2011, foi dedicada solenemente a São Miguel Arcanjo, pelo então bispo diocesano Dom Emanuel Messias de Oliveira